# Lissone
Lissone é uma comuna italiana da região da Lombardia, província de Monza e Brianza, com cerca de 34.450 habitantes. Estende-se por uma área de 9 km², tendo uma densidade populacional de 3828 hab/km². Faz fronteira com Seregno, Albiate, Sovico, Macherio, Biassono, Desio, Monza, Vedano al Lambro, Muggiò.

## Demografia
| Variação demográfica do município entre 1861 e 2011                               |
|                                                                                   |
| Fonte: Istituto Nazionale di Statistica (ISTAT) - Elaboração gráfica da Wikipedia |

## Pessoas notáveis
- Pedro Antonio Tremolada, (1956), bispo de Brescia